# Lo Graf von Blickensdorf

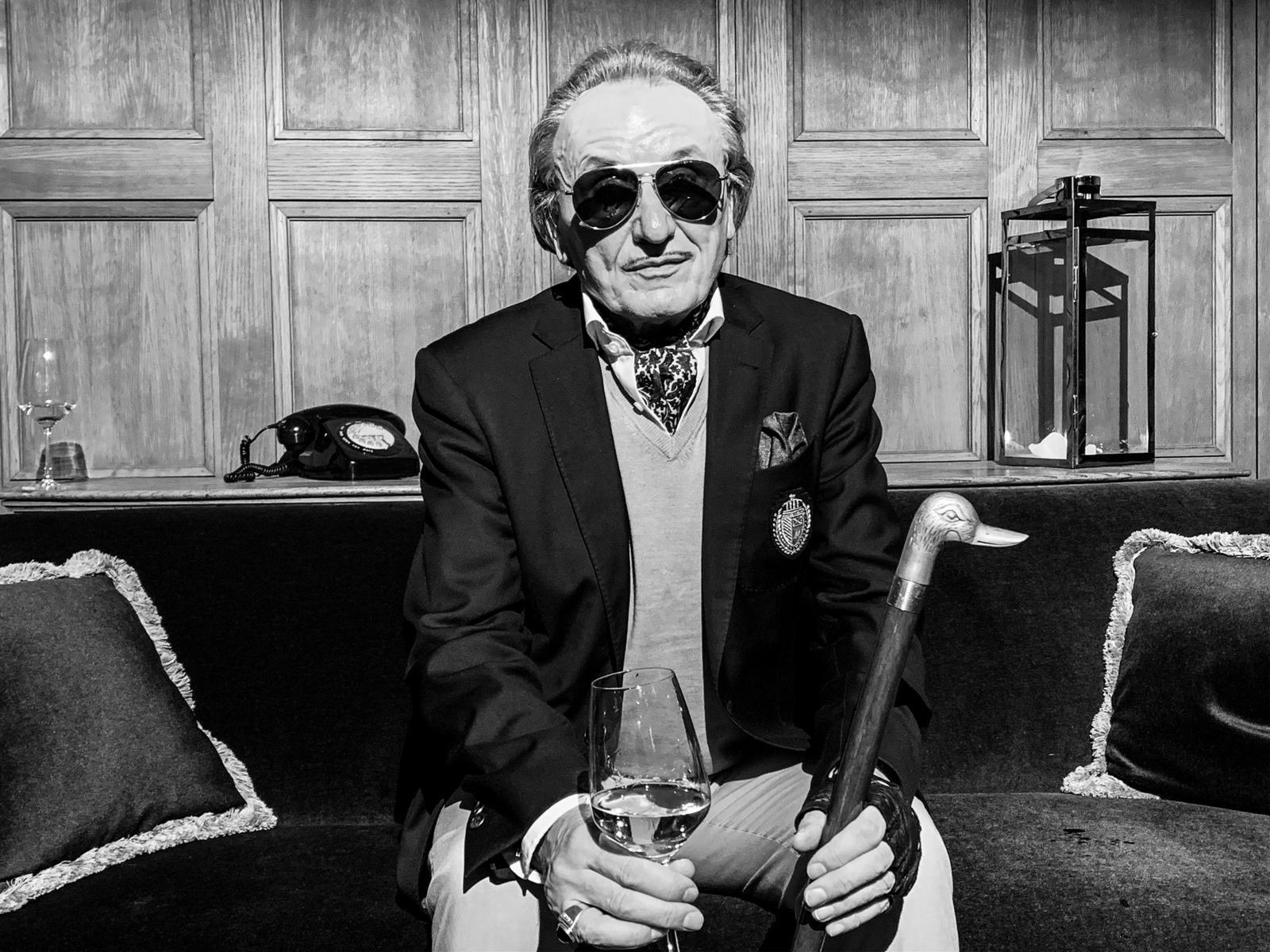
Lo Graf von Blickensdorf 2019

Lo Graf von Blickensdorf (* 19. Februar 1951 in Münster, Westfalen als Lothar Blickensdorf) ist ein deutscher Cartoonist, Autor und Satiriker.
Bekannt wurde er ab Mitte der 2000 Jahre unter dem Pseudonym Lo Graf von Blickensdorf. Seine Erlebnisse und Beobachtungen verarbeitet er in Büchern und auf Zeichnungen mit doppelsinnigen Wortspielen.

## Leben
Lothar Blickensdorf besuchte das Graf-Arnold-Alumnat in Burgsteinfurt und zeichnete bereits als Schüler Karikaturen. Im Rahmen des Schulpraktikums wurde er 1966 mit dem Lichtbildner Pan Walther bekannt und studierte nach der Lehre zum Schriften- und Plakatmaler bei ihm Fotografie, im Weiteren Film und Malerei an der Fachhochschule Dortmund.
Ab 1976 entwarf Blickensdorf u. a. vier LP-Cover für die Gebrüder-Engel-Band und war von 1987 bis 1992 fester Mitarbeiter beim Satire-Magazin Kowalski. Für die Reihe Weltmusik der Piranha Records von Christoph Borkowsky Akbar designte er CD-Cover und mitgestaltete 17 Jahre lang das Berliner Stadtmagazin Zitty, bis es 1999 von der Verlagsgruppe Georg von Holtzbrinck übernommen wurde.
Bereits ab Mitte der 1990er Jahre hatte sich Lothar Blickensdorf dem Schreiben von Drehbüchern für Sat.1 (Niedrig und Kuhnt) und das ZDF (SOKO Leipzig) zugewandt, verfasste zudem eine Episode für Benjamin Blümchen und Dialoge sowie Gags u. a. für Die Harald-Schmidt-Show. Für die Satirezeitschrift Eulenspiegel schrieb er Essays, zeichnete Cartoons und veröffentlichte seine Arbeiten in Magazinen wie ColorFoto und Stern.

## Wirken
Anfang der 2000er Jahre führten wirtschaftliche Probleme Lothar Blickensdorf in eine existenzielle Krise, die er mit dem selbst verliehenen Titel Lo Graf von Blickensdorf zu überwinden hoffte. Dazu legalisierte er sein Aristonym als Künstlername, lernte sich einen Bleistiftbart zu rasieren und wechselte zur standesgemäßen Kleidung einschließlich Spazierstock.
Über prägnante Vorfälle, die ihm als „falschen Grafen“ passierten, erschien 2009 die als Satire abgefasste Autobiografie: Werden Sie doch einfach Graf! mit dem Vorwort von Götz Alsmann. Im Jahr darauf gründete Blickensdorf den Weblog Blaues Blut zur „Förderung des Adels, der Kultur und des Humors“ und veröffentlicht darin Aphorismen und Cartoons.
Zur Recherche flaniert er durch Galerien und Museen, besucht Kulturfestivals, Restaurants und hinterlässt seine Visitenkarte mit selbstgestaltetem Wappen. Seine besondere Aufmerksamkeit liegt auf Cafés und Konditoreien, denn, so der Satiriker in Welt Kompakt vom 7. März 2011: „Es gibt kein schöneres Geräusch als das Klappern von Kuchengabeln am Nachmittag.“ Die Berliner Morgenpost zitiert ihn in dem Artikel „Ein Graf ist Berlins beliebtester Tortenblogger“: zwar könne Berlin mit der Kaffeehauskultur in Wien oder Prag noch nicht mithalten, denn „viele Cafés stellen ihre Kuchen nicht in Vitrinen, das ist ein Fauxpas“, zudem sei es störend, „teure Tortenstücke liegend“ zu servieren. Sicher sei jedoch: „Das Konditern wird wieder mehr Anhänger finden.“ Unter dem Titel: „Der Graf geht täglich konditern“ meldete 2013 die TAZ über Lo Graf von Blickensdorf: „Man zieht sich schön an, geht ins Kaffeehaus, liest Zeitung oder flirtet.“ Letztlich habe er nur den Satz der Volksängerin Claire Waldoff reanimiert: „Manche gehen mit dem Hund raus, ich gehe konditern.“ Aber er „findet es schade, dass man Törtchen nicht streicheln kann […] und zeigt auf seinem Smartphone ein Prachtstück aus weißer Schokolade und Passionsfruchtgelee.“ Seine Kritiken zu guten Kuchen in passender Atmosphäre erscheinen auf Facebook, im Weiteren auf des Grafen zweiter Blog: Tortengraf auf Instagram.
Über seine Erlebnisse als Tortengraf folgte 2016 der satirische Roman Abnehmen mit Torte: Abenteuer eines Selfmadeadeligen, und er sei, so Marius Münster im Online-Magazin Alles Münster, „beste Medizin gegen Winter-Depressionen und Landflucht-Gedanken.“
Neben den Zeichnungen veröffentlichte Blickensdorf satirische Essays oder Gespräche z. B. mit Wladimir Kaminer in Stefan Lepperts Gartenbuch: Paradies mit Laube, oder das Kapitel Unter den Linden im Das Berlin Buch 2010 vom Zitty Verlag.
Zur Vollversammlung anlässlich der Wahl der IHK Berlin 2022 steuerte er u. a. den Cartoon mit der Suggestivfrage bei: Nehmen Sie den Wal an? (S. 4 bis 6).
2023 präsentierte der Eulenspiegel-Verlag Blickensdorfs 80-seitiges Buch Cartoons … zum Wegschmeißen! über Menschen, die kein Fettnäpfchen auslassen. Wiederum Götz Alsmann im Grußwort: „Sie schlittern auf dem spiegelglatten Boden der Kommunikation von einer Peinlichkeit in die andere und beweisen nachdrücklich, dass es kein Missverständnis gibt, das es nicht gibt.“ Ein zweites Grußwort stammt von Katy Karrenbauer: „Man fühlt sich ertappt, man schmunzelt über andere, aber meist lacht man laut auf. […] Ein herrlich ehrlicher Blick auf unsere Gesellschaft.“
Lothar Blickensdorf war verheiratet und wohnt im Klausener-Platz-Kiez in Berlin.

## Auszeichnungen (Auswahl)
- 2025: Publikumspreis der Handwerkskammer Bielefeld
- 2024: Cartoon Wettbewerb der Volksbank Pirna (2. Preis)[13]
- 2023: Publikumspreis der Handwerkskammer Dresden[14]
- 2022: Cartoon Wettbewerb der Volksbank Pirna (1. Preis)[15]
- 2020: Neue Karikaturenausstellung, Galerie Komische Meister Dresden[16]
- 2020: Heinrich-Zille Karikaturenpreis im Heinrich-Zille-Museum, Radeburg (nominiert)
- 2019: Heinrich-Zille Karikaturenpreis im Heinrich-Zille-Museum, Radeburg (nominiert)
- 2010: Galerie Komische Meister Dresden (nominiert)
- 2008: Celeste-Kunstpreis (nominiert)
- 2008: Deutscher Cartoonpreis (nominiert)

## Ausstellungen (Auswahl)
- 2024: 11. Triennale der Karikatur, Sommerpalais Greiz
- 2024: Beiträge in der Gruppenausstellung anlässlich des 250. Geburtstages von Caspar David Friedrich, Galerie Komische Meister Dresden
- 2022: Handwerk hat doppelten Boden, Karikaturen-Sonderausstellung, LWL-Freilichtmuseum Hagen
- 2021: Teilnahme am Kunstprojekt No Hate, Tirol, Österreich
- 2020: Ausstellung Sternen Witze, Galerie der Komischen Künste Wien, Österreich
- 2020: 10. Triennale der Karikatur, Sommerpalais Greiz
- 2019: Teilnahme an der Ausstellung Therapeutische Cartoons, Galerie der Komischen Künste Wien, Österreich
- 2016 – 9. Triennale der Karikatur, Sommerpalais Greiz
- 2016: Ausstellung Brot und Spiele, Galerie der Komischen Künste Wien, Österreich
- 2015: Ausstellung Cartoons über Hunde, Galerie der Komischen Künste Wien, Österreich
- 2014: Ausstellung Cartoons über Katzen, Galerie der Komischen Künste Wien, Österreich
- 2014: Ausstellung Cartoons über Weihnachten, Galerie der Komischen Künste Wien, Österreich
- 2005: Tote lesen kein Bild, Kunstverein ART´IG
- 1995: Vremd & Vertraut, Caricatura Kassel
- 1986: Blickensdorfs Malerei, Kunstverein ART´IG
- 1985–1995: Jährliche Teilnahme an der Freien Berliner Kunstausstellung
- 1982: Internationales Zentrum der Universität Münster
- 1980: Heart, Stüber, Blickensdorf, Galerie Köhler, Solingen-Langenfeld
- 1975: Galerie Goeken, Münster

## Bibliografie (Auswahl)
- Cartoons … zum Wegschmeißen! 80 Seiten, Eulenspiegel Verlag Berlin 2023, ISBN 978-3-359-03055-3
- Abnehmen mit Torte: Abenteuer eines Selfmadeadeligen. 324 Seiten, Hey! Publishing München 2016, ISBN 978-3-95607-268-0
- 111 Berliner, die man kennen sollte (Nr. 75). Lucia Jay von Seldeneck, 240 Seiten, Emons Verlag Köln 2016, ISBN 978-3-96041-152-9
- Cartoons über Fußball. (Mit anderen) Clemens Ettenauer, Johanna Bergmayr (Hrsg.), 80 Seiten, Verlag Holzbaum Wien 2014, ISBN 978-3-902980-03-8
- Unter den Linden. Essay in Das Berlin Buch 2010, Zitty-Verlag Berlin 2010, ISBN 978-3-922158-27-1
- Paradies mit Laube. Stefan Leppert, 160 Seiten, (Kapitel: Gespräch mit Wladimir Kaminer), DVA München 2009, ISBN 978-3-421-03689-6
- Lo Graf von Blickensdorf: Werden Sie doch einfach Graf! 191 Seiten., Rotbuch-Verlag Berlin 2009, ISBN 978-3-86789-088-5
- Vremd & Vertraut. Einige Jahre Deutschland – ein satirisches Bilder- und Lesebuch. Wiglaf Droste, Heribert Lenz, Hans Zippert, 203 Seiten. Hrsg.: Hessisch-Thüringischen Brandversicherungsanstalt Kassel-Erfurt in Zusammenarbeit mit Caricatura Kassel, Verlag Elefanten Press 1995, ISBN 3-88520-577-7
- Jesses, … Christo! Die ultimative Enthüllung. Werner Tammen, 80 Seiten, Verlag Galerie Am Chamissoplatz Berlin 1995, ISBN 978-3-88384-049-9
- Jetzt! Ausstellungskatalog von zehn Mitgliedern des Berufsverbandes Bildender Künstler (BBK), Bezirksverband Münsterland e.V., 1984
- U-Comix Sonderband. Anthologie Deutsche Zeichner, Volksverlag Linden 1979

## Film, Fernsehen (Autor)
- 2008 Die Tierklinik, Phoenix (Headwriter)
- 2007 Weibsbilder, Sat.1, 2. Staffel (Drehbuch)
- 2006 Weibsbilder, ZDF, 1. Staffel (Drehbuch)
- 2004 Tierisch Männlich, Nexusfilm (Kurzfilm)
- 2004 Niedrig und Kuhnt, Sat.1, 3 Folgen (Drehbuch)
- 2004 Einsatz täglich, Sat.1, 1 Episode (Drehbuch)
- 2003 Streit um drei, ZDF (Drehbuch)
- 2003 Lenßen & Partner, SAT 1 (Drehbuch)
- 2002 SOKO Leipzig – Gute Nachbarn, ZDF (Drehbuch)
- 2001 Max und Lisa – Ehrenwerte Gesellschaft, KiKa (Drehbuch)
- 2000 Benjamin Blümchen , Episode Benjamin und der Goldesel, Sat.1 (Zeichentrickfilm)
- 2000 Die Retter, (Serie, Konzeptentwicklung)
- 2000 Klinikum Berlin Mitte, Pro Sieben (Storyliner und Drehbuchautor)
- 2000 Das Haupt der Medusa (Drehbuch)
- 1999 Die Harald-Schmidt-Show, Sat.1, (Gag-Autor)
- 1999 Der betörende Charme des Stahlarbeiters, Cologne-Gemini Filmproduktion (Co-Autor Rainer Wittkamp)
- 1997 Felix – Ein Freund fürs Leben, RTL (Drehbuch)
- 1997 Alle zusammen – Jeder für sich, RTL 2 (Dialogautor)